# Macaranga heudelotii
Macaranga heudelotii är en törelväxtart som beskrevs av Henri Ernest Baillon. Macaranga heudelotii ingår i släktet Macaranga och familjen törelväxter. Inga underarter finns listade i Catalogue of Life.